# Las Vegas Strip
Pour les articles homonymes, voir Las Vegas (homonymie) et Strip (homonymie).
Le Las Vegas Strip (ou simplement le Strip, littéralement la « bande ») est une portion de 6,7 km de la partie Sud du Las Vegas Boulevard située en partie à Las Vegas dans l'État du Nevada aux États-Unis. 
Nombre des plus grands hôtels, casinos et centres de villégiature du monde sont situés sur le Strip. Au fil des ans, le Las Vegas Boulevard a aussi été appelé Arrowhead Highway, Salt Lake Highway, U.S. Highway 91 et Los Angeles Highway. Son nom serait un hommage à une résidence située sur le Sunset Strip à Los Angeles.
Le Strip s’étend depuis le STRAT Hotel au nord jusqu’au Mandalay Bay au sud. 5,6 des 6,7 km sont situés sur le territoire non incorporé de Paradise dans le comté de Clark. En fonction de la définition, son parcours ne se trouve que très peu ou pas du tout dans les limites de la ville de Las Vegas. L’Aéroport international Harry-Reid se trouve à l’extrémité sud du Strip, ainsi que le fameux panneau indicateur Welcome to Fabulous Las Vegas.
En plus des grands hôtels et casinos, le Strip accueille quelques casinos de taille plus modeste, des motels et d’autres attractions comme M&M's World, Adventuredome (parc d’attractions en intérieur de 20 000 m2, situé au Circus Circus) ou le Fashion Show Mall. Depuis le milieu des années 1990, le Strip est également une destination populaire pour fêter le nouvel an.
L'expression South Strip (« Strip sud ») est utilisée pour décrire la partie du Las Vegas Boulevard située au sud de Sunset Road.

## Monorail et tram
Le monorail de Las Vegas et les différents trams de Las Vegas sont un moyen pratique de se déplacer dans la ville. Ces trains qui franchissent les routes, les bâtiments avec les surélévations sont plus rapides que la voiture. Les trams et les monorails sont également des supports publicitaires pour les spectacles ou pour les hôtels qu'ils desservent.

## Parcours de golf
En 2001, le Desert Inn Golf Course fermait ses portes pour laisser place au mega-resort Wynn Las Vegas. Le promoteur Steve Wynn s'intéressait à l'emplacement du Desert Inn pour y construire son hôtel mais aussi à l'immense parcours de golf situé juste derrière. En 2005, le Wynn Las Vegas ouvrait ses portes et le parcours de Golf, qui avait été complètement modifié par Steve Wynn, reprenait vie.
En 2000, le Bali Hai Golf Club ouvrait ses portes juste au sud du Mandalay Bay et du Strip.
Le Wynn Las Vegas Golf Course et le Bali Hai Golf Club sont considérés comme les deux plus grands parcours de golf du Strip.

## Démolitions et fermetures d'hôtels-casinos du Strip
- Mirage Hôtel & Casino : fermé le 17 juillet 2023, il rouvrira en 2027 après une rénovation complète. Le complexe hôtelier, acquis en décembre 2022 par le groupe Hard Rock International pour 1,08 milliard de dollars, sera transformé en Hard Rock Hotel & Casino et en Guitar Hotel Las Vegas. La principale modification comprendra la création d'un hôtel en forme de guitare mesurant 700 pieds (environ 213 mètres), inspiré du Seminole Hard Rock Hotel & Casino Hollywood en Floride. Depuis 2000, Le Mirage était la propriété de MGM Resorts[5].
- New Frontier Hôtel & Casino : fermé le 16 juillet 2007, démoli le 13 novembre 2007 pour être remplacé par un hôtel-casino ayant pour thème le Plaza Hotel de New York, qui devait ouvrir en 2010 ; ce projet a échoué pour des raisons financières lors de la crise de 2008. Le terrain appartient depuis 2018 à Wynn Resorts, qui projette d'étendre son hôtel voisin.
- Stardust hôtel : fermé le 1er novembre 2006, démoli le 13 mars 2007 pour être remplacé par le Echelon Place. C'est finalement le projet Resorts World Las Vegas qui aboutit sur cette parcelle, inauguré en 2021.
- Boardwalk Hôtel-casino : démoli le 9 mai 2006 pour être remplacé par le CityCenter.
- The Desert Inn hotel and Golf Course (en) : démoli en 2004, aujourd'hui Wynn Las Vegas.
- The Dunes : démoli en 1993, maintenant remplacé par le Bellagio.
- El Rancho Vegas : démoli après un incendie en 1960, maintenant le Hilton Grand Vacation Club.
- Hacienda (en) : démoli en 1996, maintenant le Mandalay Bay.
- Sands Hotel : démoli en 1996, maintenant The Venetian.
- Landmark (en) : démoli en 1995, maintenant le Las Vegas Convention Center.
- Westward Ho: fermé en 2005, démoli en 2006. Pour le moment[Quand ?], le terrain est vacant (un McDonald's s'est toutefois installé sur une partie du terrain).
- Tally Ho Hotel : rebaptisé entre-temps en King's Crown puis rénové en 1966, l'hôtel prend le nom d'Aladdin, puis en 2003, nouvelles rénovations par le Planet Hollywood Resort and Casino.
- Jackpot Casino : démoli en 1997, maintenant le Sahara Las Vegas[réf. souhaitée].
- Tropicana Las Vegas : démoli en 2024 ; il doit être remplacé en 2028 par le stade de l'équipe de baseball des Athletics, venus d'Oackland.

## Principaux hôtels et casinos du Las Vegas Strip

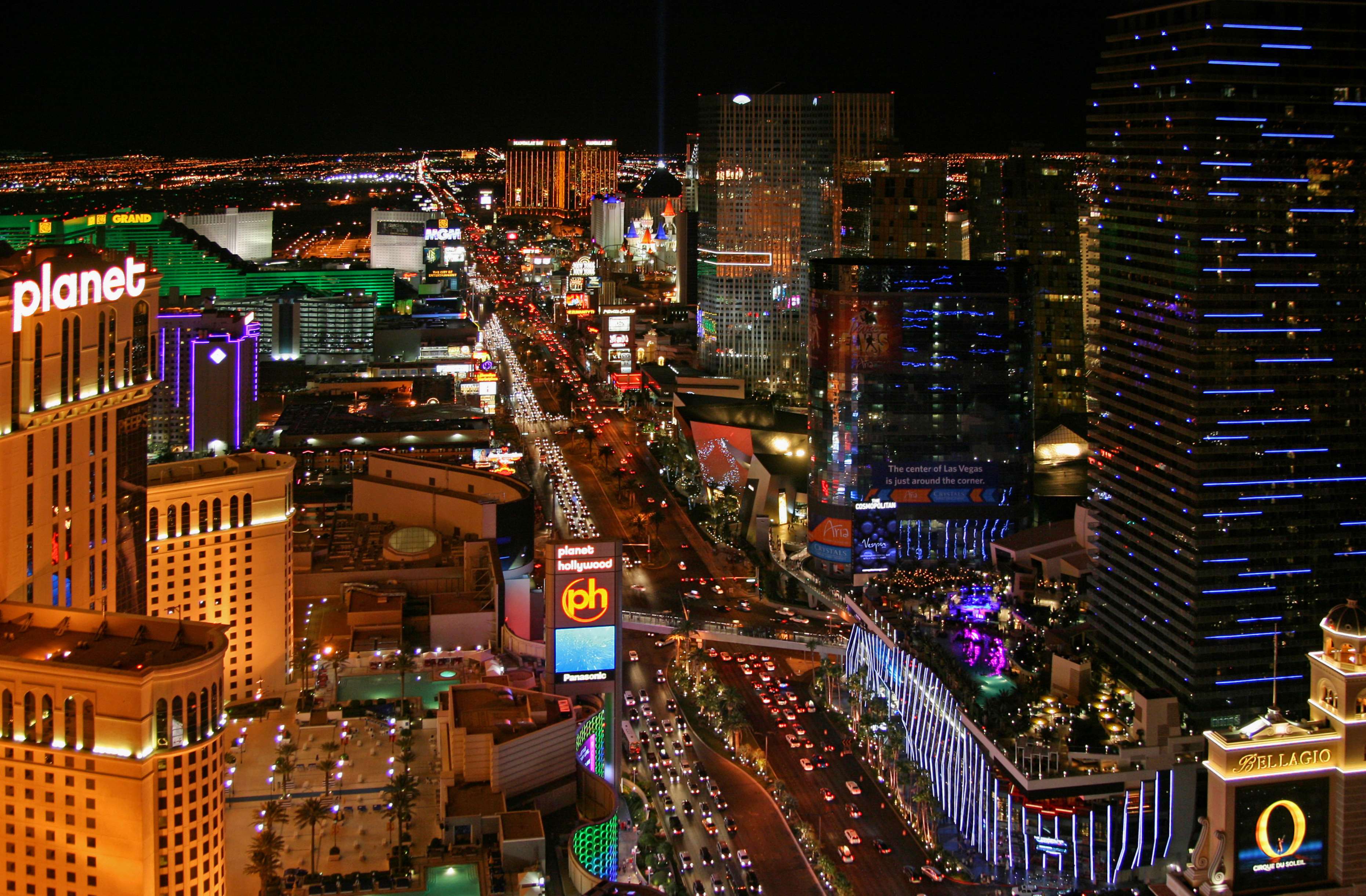
Le Strip de Las Vegas vu de nuit.

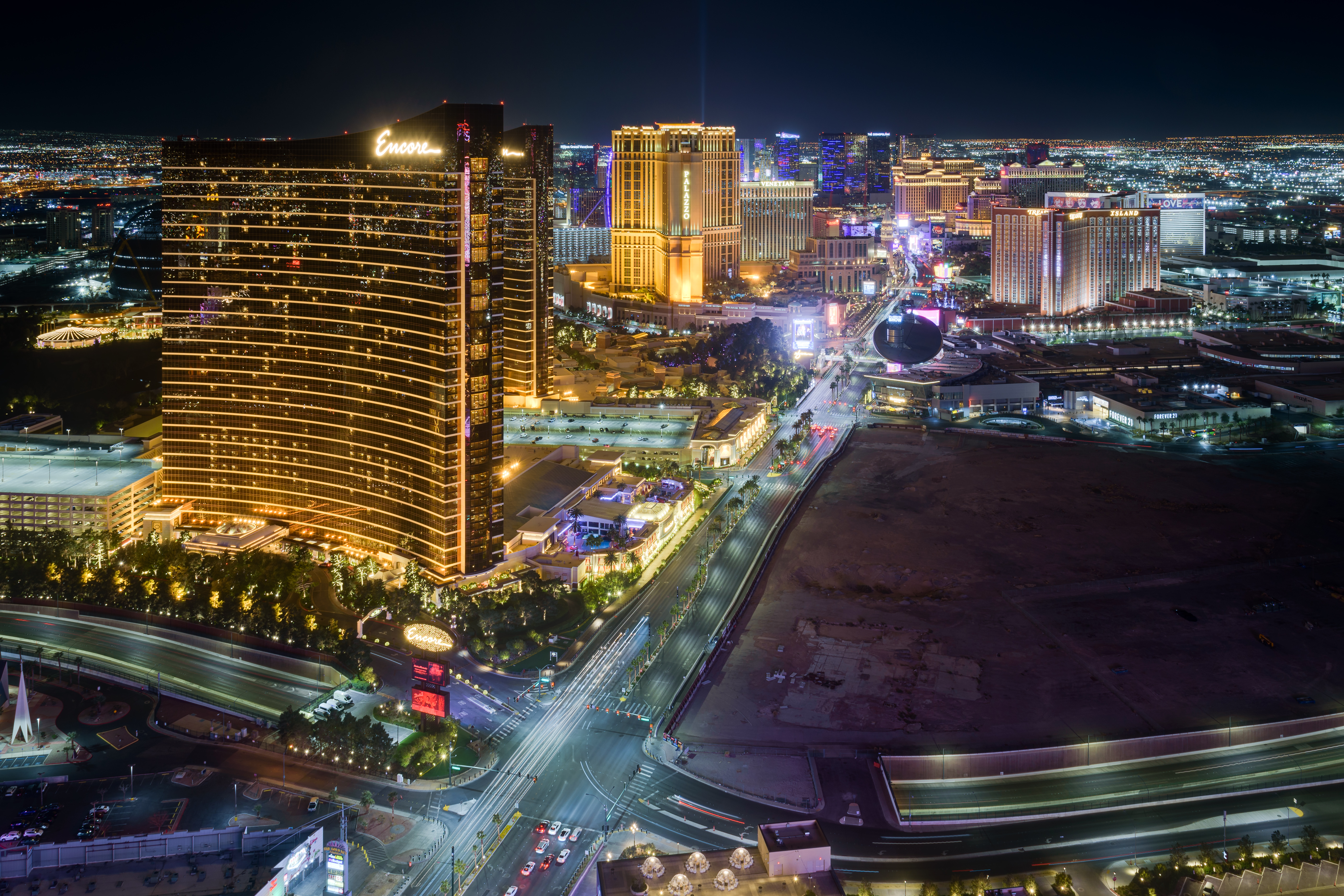
Le Strip dans une autre nuit, d'une chambre du Resorts World Las Vegas.

| \| Nord en direction du STRAT et de Fremont Street \| \| \| \| \| ↑ \| \| \| Sahara Avenue \| \| Sahara Avenue \| \| Circus Circus \| SLS Las Vegas \| \| \| Circus Circus \| \| \| \| Circus Circus \| Fontainebleau Resort Las Vegas \| \| \| Resorts World \| \| \| \| Convention Center Drive \| \| \| \| \| Wynn Las Vegas \| \| \| \| \| \| \| Sands \| Twain Avenue \| \| \| Treasure Island \| The Venetian \| \| \| Treasure Island \| \| \| \| \| \| \| \| The Mirage \| The Linq \| \| \| The Mirage \| \| \| \| Caesars Palace \| Flamingo \| \| \| Caesars Palace \| Barbary Coast \| \| \| Flamingo Road \| Flamingo Road \| \| \| Bellagio \| \| \| \| Paris Las Vegas \| \| \| \| Cosmopolitan \| \| \| \| Planet Hollywood \| \| \| \| Harmon Avenue \| Harmon Avenue \| \| \| \| \| \| \| Park MGM \| \| \| \| New York-New York \| MGM Grand \| \| \| Tropicana Avenue \| Tropicana Avenue \| \| \| Excalibur \| \| \| \| Luxor \| \| \| \| Delano Las Vegas \| \| \| \| Mandalay Bay \| \| \| \| \| ↓ \| \| \| Sud en direction de l'Interstate 215 \| \| \| |                                |               |
| Schéma des principaux hotels le long du Las Vegas Strip |                                |               |
| Nord en direction du STRAT et de Fremont Street |                                |               |
| | ↑                              |               |
| Sahara Avenue |                                | Sahara Avenue |
| Circus Circus | SLS Las Vegas                  |               |
| Circus Circus |                                |               |
| Circus Circus | Fontainebleau Resort Las Vegas |               |
| Resorts World |                                |               |
| Convention Center Drive |                                |               |
| | Wynn Las Vegas                 |               |
| |                                |               |
| Sands | Twain Avenue                   |               |
| Treasure Island | The Venetian                   |               |
| Treasure Island |                                |               |
| |                                |               |
| The Mirage | The Linq                       |               |
| The Mirage |                                |               |
| Caesars Palace | Flamingo                       |               |
| Caesars Palace | Barbary Coast                  |               |
| Flamingo Road | Flamingo Road                  |               |
| Bellagio |                                |               |
| Paris Las Vegas |                                |               |
| Cosmopolitan |                                |               |
| Planet Hollywood |                                |               |
| Harmon Avenue | Harmon Avenue                  |               |
| |                                |               |
| Park MGM |                                |               |
| New York-New York | MGM Grand                      |               |
| Tropicana Avenue | Tropicana Avenue               |               |
| Excalibur |                                |               |
| Luxor |                                |               |
| Delano Las Vegas |                                |               |
| Mandalay Bay |                                |               |
| | ↓                              |               |
| Sud en direction de l'Interstate 215 |                                |               |

## Le shopping sur le Strip
| Nom                                                       | Description                                                                                        |
| Bonanza Gift Store 2440 Las Vegas Boulevard South         | La plus grande boutique de souvenirs du monde, évoque essentiellement la culture Pop de Las Vegas. |
| Fashion Show Mall 3200 Las Vegas Boulevard South          | Le plus grand centre commercial du Nevada et 19e plus grand des États-Unis.                        |
| Grand Canal Shoppes 3355 Las Vegas Boulevard South        | Centre commercial du Venetian reprenant le thème de Venise et de son grand canal.                  |
| Desert Passage 3667 Las Vegas Boulevard South             | Centre commercial de l'Aladdin, renommé Miracle Shops par le nouveau Planet Hollywood.             |
| The Forum Shops at Caesars (en) Las Vegas Boulevard South | Centre commercial du Caesars Palace.                                                               |
| The Shoppes at Mandalay Place Las Vegas Boulevard South   | Centre commercial reliant le Luxor au Mandalay Bay.                                                |

### Biographie
- Pascale Nédélec, Las Vegas dans l'ombre des casinos. (Dé)construire l’urbanité et la citadinité végasiennes, Presses Universitaires de Rennes, 2017, 272 p. (lire en ligne)